# Gerald Weinkopf
Gerald Weinkopf (Zwodau bij Ostrava, Tsjecho-Slowakije, 29 december 1925 - 30 november 1992) was een Sudeten-Duitse muzikant, componist en arrangeur. Weinkopf bespeelde de tenorsaxofoon en de fluit. Samen met Franz Bummerl en Ernst Mosch is hij een van de grondleggers van de Egerländer muziek. Hij werkte onder de pseudoniem Bruno Zwinger.

## Composities
- Egerländer Musikanten, mars
- Bis bald auf Wiedersehen, polka
- Sterne der Heimat, polka
- Wir sind Kinder von der Eger, polka

- Gemeinsame Normdatei: 134553314
- International Standard Name Identifier: 0000 0000 9168 9210
- Library of Congress Control Number: no2008147262
- MusicBrainz: d36b61f3-4207-4407-b674-9648aba82cc2
- Nationale Bibliotheek van Tsjechië: mzk2010599748
- Nationale Bibliotheek van Israël: 987012399759805171
- Virtual International Authority File: 134189828